# هلموت باکایتیس
هلموت باکایتیس (انگلیسی: Helmut Bakaitis؛ زادهٔ ۲۶ سپتامبر ۱۹۴۴) کارگردان، هنرپیشه و فیلم‌نامه‌نویس آلمانی، استرالیایی است. وی در سال ۱۹۴۴ از والدینی لیتوانیایی زاده شد.

## قسمتی از فیلمشناسی (به عنوان بازیگر)
- خوش‌قدم[نیازمند ابهام‌زدایی]
- سریال پرستاران
- انقلاب‌های ماتریکس
- ماتریکس: بارگذاری مجدد